# Svetlana Varganova
Svetlana Anatol'evna Varganova (in russo Светлана Анатольевна Варганова?; Leningrado, 19 novembre 1964) è un'ex nuotatrice sovietica.

## Carriera
Specializzata nella rana, ha vinto la medaglia d'argento nella distanza dei 200 metri ai Giochi Olimpici di Mosca 1980.

## Palmarès
- Giochi olimpici estivi

Mosca 1980: argento nei 200m rana.
- Mondiali di nuoto

Guayaquil 1982: oro nei 200m rana e bronzo nella 4x100m misti.